# Ballon vole
Ballon vole ist ein französischer Kurzfilm von Jean Dasque aus dem Jahr 1960, der für einen Oscar nominiert war.

## Inhalt

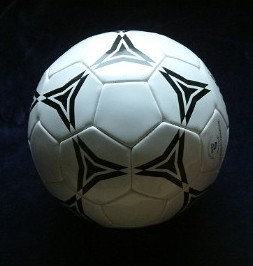
Ein Fußball

Ein Fußball, der einem Stadion entkommen konnte, macht sich auf, die Straßen der Stadt zu erkunden. Obwohl etliche der jungen Spieler ihm nachjagen, schaffen sie es nicht den Ball einzufangen, der froh ist, frei zu sein und in der Stadt neue Erfahrungen sammeln zu können. 
Bei seiner Erkundungstour kommt es zu teils bewegenden Begegnungen, aber vor allem zu Situationen, die einer gewissen Komik nicht entbehren.

## Produktion, Veröffentlichung
Produziert wurde der Film von Ciné Documents und Kingsley International, vertrieben von Pathé.
Der Film wurde im Juni 1960 bei den Internationalen Filmfestspielen in Berlin vorgestellt, 1961 lief er erstmals in Frankreich. Der internationale Titel lautet Play Ball!

## Auszeichnung
Oscarverleihung 1962
- Nominierung für den Oscar in der Kategorie „Bester Kurzfilm“ (Live Action)
Die Trophäe ging an Hilary Harris und seinen Film Seawards the Great Ships,[1] der die Schiffsbauindustrie am Clyde in Schottland thematisiert.